# Tavo Burat
Tavo Burat (numele real Gustavo Buratti Zanchi, n. 22 mai 1932, Stezzano, Lombardia, Regatul Italiei – d. 8 decembrie 2009, Biella, Piemont, Italia) a fost un jurnalist, poet și politician italian, cercetător în problemele minorităților lingvistice și ale autonomiilor locale.. Printre alte funcții politice, a fost consilier municipal între anii 1956-1994 în Biella.

## Biografie
Născut în Stezzano în 1938, Tavo Burat a absolvit Facultatea de Drept, cu o teză despre Diritto nel Cantone dei Grigioni („Jurisprudența în Cantonul Grisunilor”). A predat limba franceză la gimnaziu între 1968-1994.
Jurisprudență
El a fondat și a fost primul editor al La slòira și a fost editor al ALP din 1974 până în 2009, anul în care a murit.

### Poziții politice și culturale
- Consilier Biella din 1956 a 1994
- Director Regional al Partidul Socialist Italian din 1975 a 1984
- Evaluator al Comunità montana Bassa Valle Elvo din 1970 a 1993
- Reprezentant pentru Verzilor de revizuire a Statutului regiunea Piemont
- Consiliul Național al Federației Italiene a Verzilor din 2000 a 2009
- Coordonator al Centro studi Dolciniani'' 1974 a 2009
- Fondator al Consiglio federativo della Resistenza di Biella.

## Opera

### În limba italiană
- 1957: Diritto pubblico nel Cantone dei Grigioni
- 1974: La situazione giuridica delle minoranze linguistiche in Italia, dins I diritti delle minoranze etnico-linguistiche
- 1976: In difesa degli altri, dins U. Bernardi, Le mille culture, Comunità locali e partecipazione politica
- 1981: Decolonizzare le Alpi, dins Prospettive dell’arco alpino
- 1989: Carlo Antonio Gastaldi. Un operaio biellese brigante dei Borboni
- 1997: Federalismo e autonomie. Comunità e bioregioni
- 2000: Fra Dolcino e gli Apostolici tra eresia, rivolta e roghi[6]
- 2002: L'anarchia cristiana di Fra Dolcino e Margherita (Ed. Leone & Griffa)
- 2004: Eretici dimenticati. Dal Medioevo alla modernità (Ed. DeriveApprodi)
- 2006: Banditi e ribelli dimenticati. Storie di irriducibili al futuro che viene (Ed. Lampi di Stampa)

### În dialectul piemontez
- 1979: Finagi (Ca dë studi piemontèis)
- 2005: Lassomse nen tajé la lenga, (ALP)
- 2008: Poesìe, (Ca dë studi piemontèis)